# Johann Kravogl

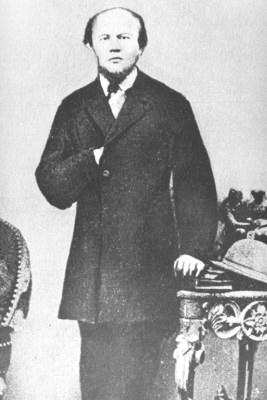
Johann Kravogl

Johann Kravogl (* 24. Mai 1823 im Ansitz Rosengarten in Lana (Gefürstete Grafschaft Tirol); † 1. Januar 1889 in Brixen) war ein Erfinder, Büchsenmacher und Mechaniker.

## Leben

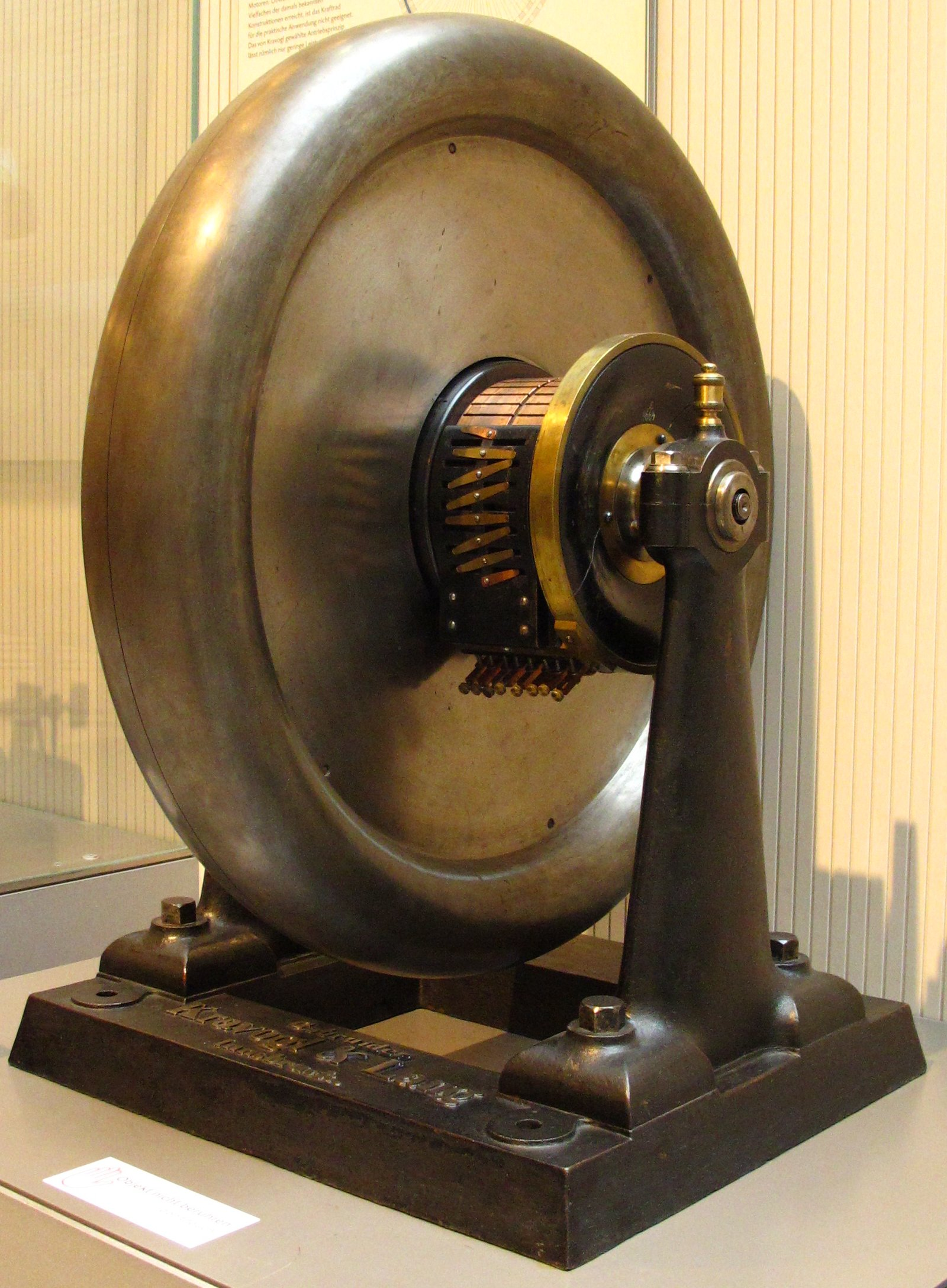
„Elektromotorisches Kraftrad“ von Kravogl

Kravogl wuchs als jüngster Sohn eines Kanzlisten beim Landgericht in Lana auf. Kravogl und seine beiden älteren Geschwister verloren früh die Eltern und wuchsen auf sich gestellt mit Unterstützung von Nachbarn im Elternhaus auf. Kravogl erwies sich als begabter Schüler und begann nach dem Ende der sechsjährigen Schulpflicht im Alter von 12 Jahren eine vierjährige Schlosserlehre bei seinem Onkel Josef Haring in Imst. Dieser war ein vielseitiger Techniker, der nicht nur Schlösser aller Art, sondern auch Feuerspritzen herstellte und zudem als Büchsenmacher tätig war. Die Gesellenjahre führten den jungen Kravogl auf Wanderschaft, erste Belege existieren erst wieder 1844. 21-jährig arbeitete er in Zams und machte seine erste Erfindung, die Pressluftlokomobile. Kravogl tat nichts, um die Maschine zu vermarkten, erst Jahre später wurden nach seiner Konstruktion Bergwerkslokomobile gebaut. Kravogls Maschine steht heute im Innsbrucker Ferdinandeum.
Später zog Kravogl nach Innsbruck, 1855 nach München und arbeitete dort im Fraunhoferschen Institut. In München hörte er in Abendvorlesungen und Sonntagskursen über Geometrie, Maschinenkunde, Physik, Gewerbechemie sowie Materialkunde und erhielt dafür Zeugnisse. Aufgrund der sehr geringen Entlohnung zog Kravogl weiter nach Wien, wo er wiederum Vorlesungen über Physik, dekadische Arithmetik, Bewegungskunde und Mechanik hörte. 1857 schließlich ließ er sich als Mechaniker im Innsbrucker Stadtteil Wilten nieder, wo er zunächst im Haus seiner älteren Geschwister in seinem Werkstattraum wohnte. Nach und nach fand er Kundschaft bei Gewerbeschulen, Gymnasien und der Universität von Innsbruck. Kravogl lernte Orgelspielen und baute sich selbst ein zweimanualiges Harmonium. Um 1860 regte Professor von Waltenhofen ihn zur Konstruktion einer Quecksilberluftpumpe an, die als Vakuumpumpe alle bisherigen Konstruktionen bei weitem übertraf und Kravogl in Wissenschaftskreisen bekannt machte sowie den Titel eines „k. k. Universitätsmechanikers“ einbrachte.
1867 entwickelte er das „Elektromotorische Kraftrad“, einen Elektromotor mit einem Wirkungsgrad von über 20 %. Im selben Jahr führte er auf Anregung der Innsbrucker Handelskammer den Motor zusammen mit einem kleinen „elektromotorischen Rotationsapparat“, einer Präzisionswaage und seiner Quecksilberluftpumpe, auf der Pariser Weltausstellung vor und erhielt eine Silbermedaille. Die Reise- und Transportkosten kamen aus einem Fonds für unbemittelte Aussteller, da Kravogl die Kosten selbst nicht aufbringen konnte. Die Reise wurde auch finanziell ein Erfolg: Der Motor wurde für 2000 Franken an den österreichischen Kaiser verkauft und ging an das Polytechnische Institut in Wien, Kravogl wurde mit dem Goldenen Verdienstkreuz ausgezeichnet und erhielt als Zuschuss für seine Forschungen nochmals 1000 Gulden.
Kravogl erhielt danach verschiedene Angebote zur Verwertung seines Motors, die er teils mit den Worten „Mit reichen Leuten mag ich nichts zu tun haben!“ ausschlug, verkaufte schließlich seinen Motor aber doch an Werner von Siemens. Kravogls nächste Konstruktion war ein Schnellfeuergewehr, das die Feuerschnelligkeit der bisher in der österreichischen Armee um das 30-fache überbot. Die Erfindung wurde aufgrund von Streitigkeiten im österreichischen Heer dann nicht nach Österreich, sondern nach Frankreich verkauft.
1884 übersiedelte er vom Burggrafenamt nach Brixen im Eisacktal und richtete sich dort eine kleine Werkstatt ein. Ein junger Verwandter, der später auch den Betrieb übernahm, stand ihm als Mitarbeiter zur Seite. Am Neujahrstag 1889 starb Kravogl nach einer langen Lungenkrankheit ledig und kinderlos.
Straßen in Lana, München, Marling, Partschins, Bozen, Meran und Brixen sowie in Innsbruck, Salzburg, Wien und St. Pölten wurden nach ihm benannt.

## Erfindungen
Zu Kravogls Erfindungen zählen u. a.
- die Luftdruck-Lokomobile (1864)
- die Quecksilberluftpumpe (1861), eine Vakuumpumpe, die als Dichtung Quecksilber benutzt und alle bis dahin bekannten Pumpenkonstruktionen um mehr als das Dreifache übertrifft
- das „Elektromotorische Kraftrad“ und ein kleiner „Elektromotorischer Rotationsapparat“ (1867)
- ein Schnellfeuergewehr, das 60 Schüsse in der Minute ermöglicht (1868)
- eine Präzisionswaage
- eine lithografische Presse
- ein Leistungskondensator für Hochspannungen
- eine elektrische Glocke

Trotz der großen Bedeutung vieler seiner Erfindungen konnte er keinen wirtschaftlichen Nutzen daraus ziehen.